# 生物地层学
生物地层学（英語：Biostratigraphy）是地层学的一个分支，其重点是利用岩石地层中所包含的化石组合来对比和测定岩层的相对年龄。生物地层学的主要目标是关联，证明一个地质剖面中的特定层位与另一剖面中的另一层位代表相同的时段。这些地层中的化石很有用，因为由于沉积环境的局部变化，同一时代的沉积物看上去可能完全不同。例如，某一剖面可能由粘土和泥灰岩组成，而另一剖面则有更多的白垩石灰岩。但如果记录的化石种类相似，那么这两种沉积物可能就是在同一时期沉积下来的。理想情况下，这些化石可用来帮助确定生物带，因为它们构成了基本的生物地层学单元，并根据每个剖面内发现的化石物种来定义地质年代。
生物地层学原理的基本概念早在数个世纪前就已被引入，最早可追溯到十九世纪初。丹麦科学家兼主教尼古拉斯·斯坦诺是最早认识到岩层与叠覆律相关的地质学家之一。随着科学技术的进步，到 18 世纪，人们开始接受化石是保存在岩石记录中的死亡物种遗骸这一事实。该方法在查尔斯·达尔文解释其背后的机制-“进化”前就已建立。科学家威廉·史密斯、乔治·居维叶和亚历山大·布隆尼亚尔得出的相同结论是，化石表明了一系列的年代事件，并将岩层确定为某些类型的单元，后来被称为生物带。从此，科学家们开始将地层和生物带的变化与不同的地质时代联系起来，在主要动物群的变化中建立起边界和时间段。由于这些发现，到 18 世纪后期，寒武纪和石炭纪得到了国际认可。在 20 世纪初，科技的进步使科学家能够研究放射性衰变。利用这种方法，科学家们能够通过在化石中发现的放射性同位素衰变来确定地质时期中不同代（古生代、中生代、新生代）和纪（寒武纪、奥陶纪、志留纪）的界限。21世纪生物地层学的当前用途包括解释岩层的年龄，这些岩层主要用于石油和天然气行业的钻井工作流程和资源分配。

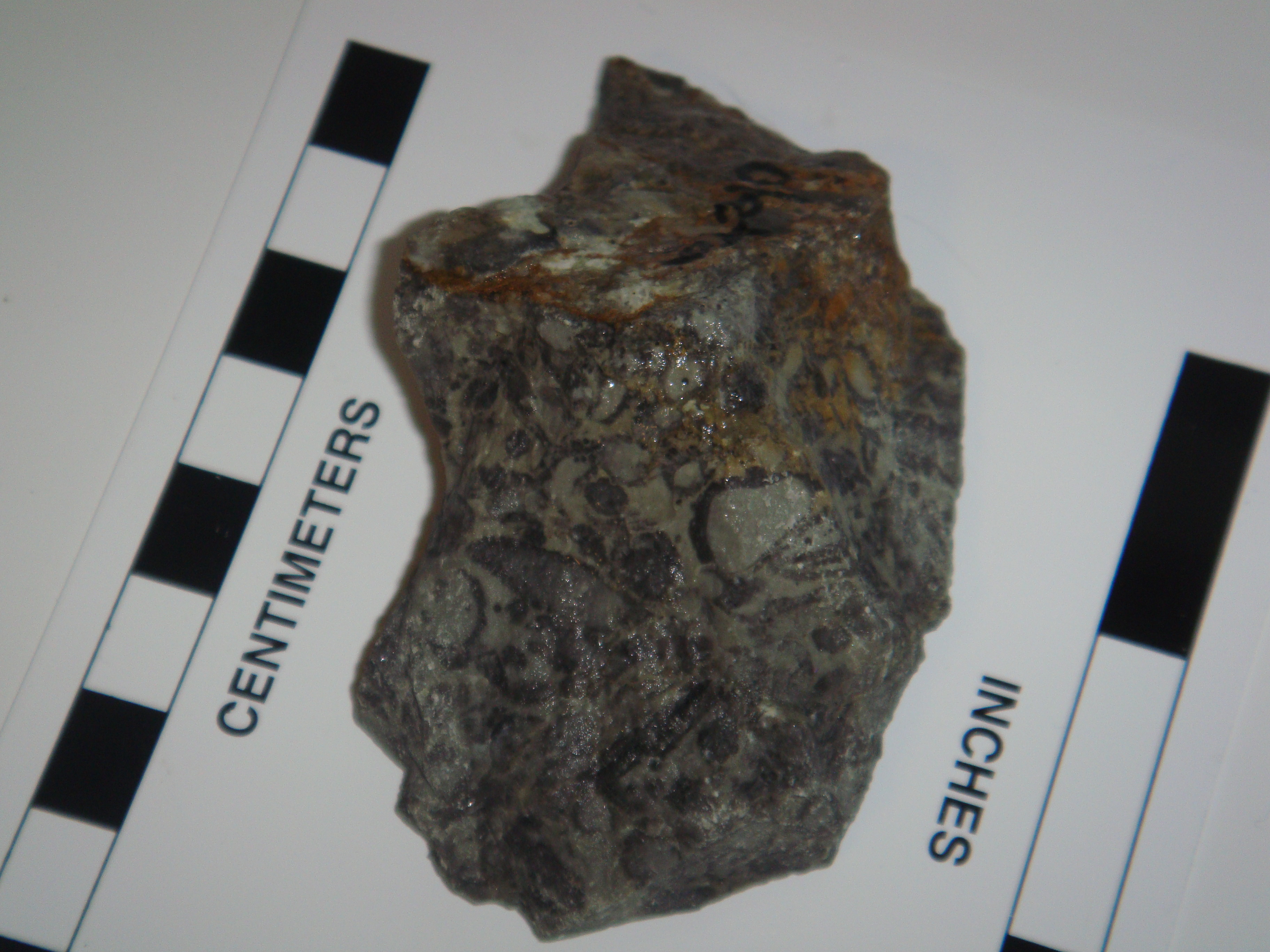
第一个造礁者是世界范围内下寒武统的标准化石。

## 地层划分基础的化石
传统上，化石组合被用来表示周期的持续时间。来自动物群的巨大变化要求早期地层学家建立起一种新的时期，我们今天认识到的大多数年代都因重大灭绝事件或动物群更替而终止。

### 阶的概念
“阶”是地层的一种主要细分单位，每个阶都系统地紧跟着另一个阶，每一阶都有独特的化石组合。因此，阶可定义为包含相同主要化石组合的一组地层。法国古生物学家阿尔西德·道比尼被认为是这一概念的发明者。他根据地理位置命名了阶，这些地理位置的岩层具有极好的剖面，承载着作为阶的基础的特征化石。

### 带的概念
1856年，德国古生物学家阿尔伯特·奥佩尔（Albert Oppel）提出了“带”（也称为生物带或奥佩尔带）的概念。带包括以化石重叠范围为特征的地层，它们代表某一带底部出现的标志性物种与后续带底部所出现的另一种标志性物种之间相隔的时间。奥佩尔带是以一种特殊的独特化石物种所命名，称之为“标准化石”，标准化石是该带层特有物种组合中的一种。
生物地层学使用“带”作为最基本的测量单位，这些带层的厚度和范围可以是数米，最高可达数百米。它们的范围也可以从本地到全球，因为它们在水平面上达到的程度取决于构造板块和构造活动。有可能改变这些带层范围的两种构造运动是变质褶皱和俯冲。此外，生物地层单元被划分为六种主要的生物带：分类单元延限生物带、共生延限生物带、间隔生物带、谱系生物带、组合生物带和富集生物带。
分类单元延限生物带表示单个分类单元已知的地层和地理分布范围；共生延限生物带包括两种特定分类单元并存、重合或重叠的延限部分；间隔生物带指两种特定生物面之间含化石的地层，特定生物面可选择最低或最高存在的分类单位；谱系生物带是含有代表一个演化谱系中某特定片断物种化石的地层；组合生物带是包含三种或三种以上分类单位整体上构成一个独特组合或共生的地层；富集生物带是指剖面中某一类或某一群特定分类单位丰度明显大于相邻部分的地层。

#### 标准化石

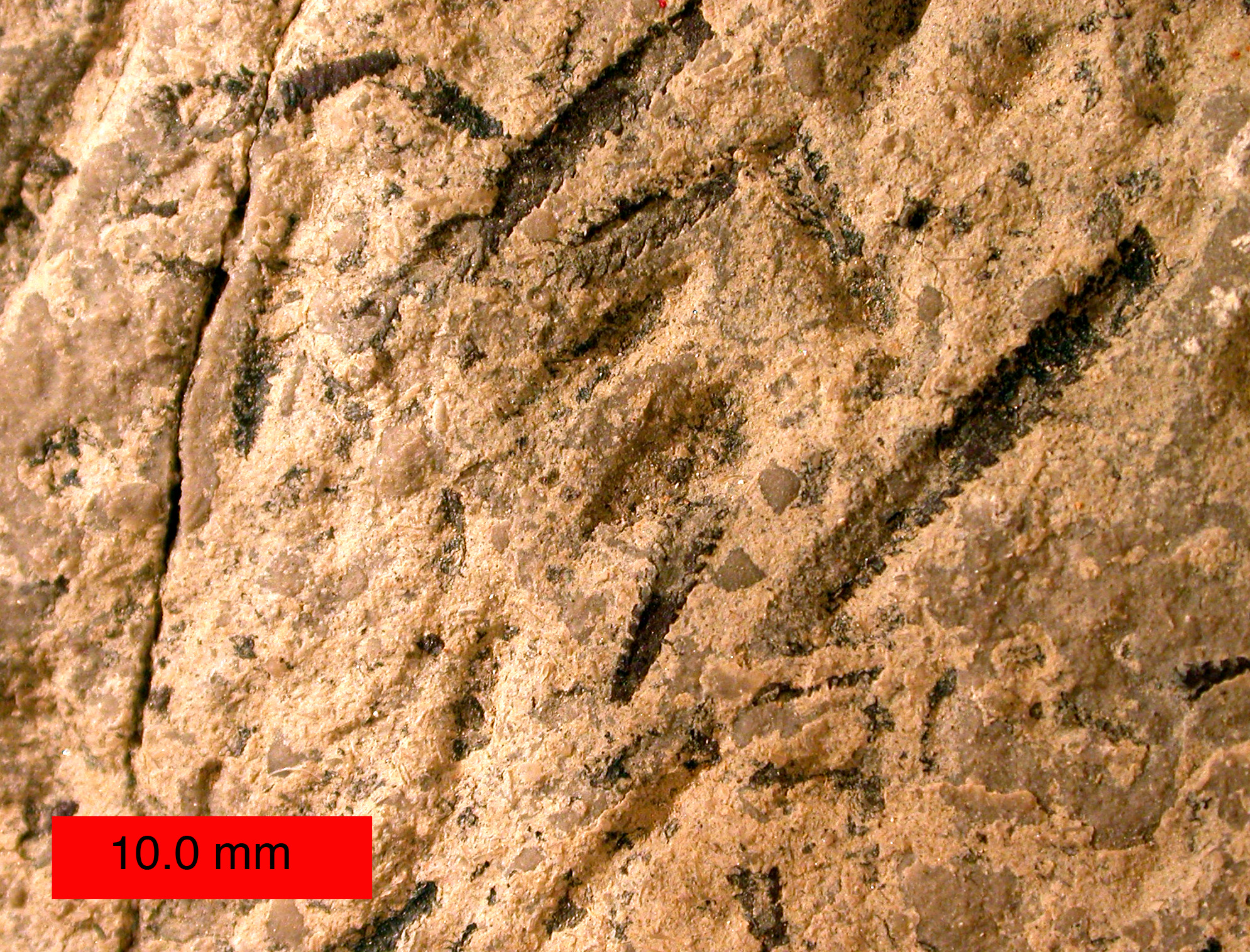
“围笔石族”，一块来自田纳西州卡尼泉附近奥陶纪的标准化石-笔石。

标准化石（也称为引准化石、指示化石或年代化石）是特定植物或动物的化石遗骸或遗迹，具有特定的地质时间跨度或环境特征，可用于识别和确定所含岩石的年代。为实用起见，标准化石必须具备上下时间有限、地理分布广泛和演化趋势快速的条件。因此，已知相隔很远但都含有相同标准化石物种的岩层都是在该物种有限的生存时间内形成的。
标准化石最初用于定义和识别地质单元，而后成为定义地质年代的基础，再后来则用于动物群阶和带。
菊石、笔石、古杯动物、蛤科和三叶虫是一组动物，其中许多物种被确定为生物地层学中普遍使用的指标性化石。微体化石的种类，如疑源类、几丁虫、牙形虫、甲藻孢囊、介形虫、花粉、孢子和有孔虫也被经常使用。不同的化石对不同年代的沉积物研究很有效；例如，三叶虫特别适合于寒武纪年代的沉积物；而在晚白垩世超级温室期间，一长串菊石和蛤科物种特别有助于关联世界各地的环境事件。
为了更好地研究，所使用化石必须在地理上分布广泛，以便在许多不同的地方都可找到。作为一个物种，它们的寿命也必须很短，如此，它们被纳入沉积物的时间才能相对较短。物种寿命越长，地层精度越差，因此进化迅速的化石（如菊石）比进化缓慢的化石（如鹦鹉螺目动物）更受青睐。
生物地层学的关联性通常基于动物群而非单个物种—这将可获得更高的精度，因为群落中所有物种的存在时间比任何成员的时间跨度都要短。此外，如果样本中仅存在一种物种，则可能意味着（1）地层形成于该生物体的已知化石范围内；或（2）生物的化石范围还不完全清楚，地层延伸了已知化石的范围。例如，微体化石“足状锯形迹”（Treptichnus pedum）曾被用来确定寒武纪的基底，后来又在更古老的地层中发现了它。如果化石易于保存和识别，就有可熊对地层进行更精确的时间估计。

#### 区系演替

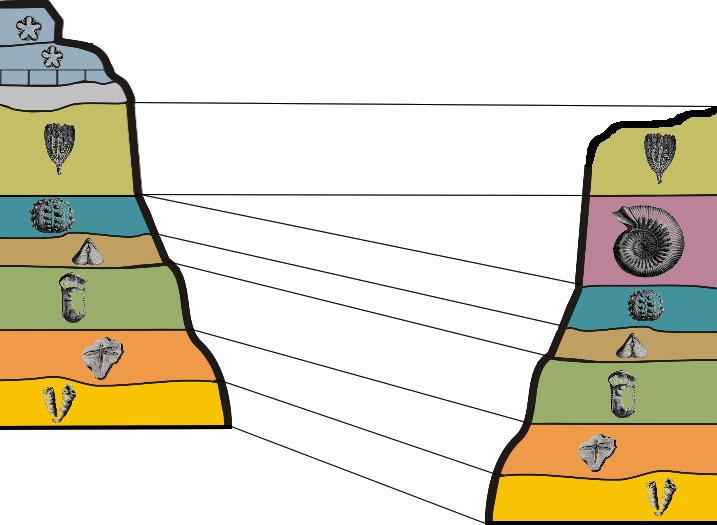
图片显示新发现的化石被引入到接替序列中。

19世纪初，威廉·史密斯提出了动物群演替的概念。当威廉研究岩层时，他开始识别出岩石露头上有一组独特的化石。史密斯认为这些遥远的岩石露头含有类似的化石，这使得他得以在英格兰各地排序岩层。随着史密斯对这些岩石露头的研究和在英格兰各地的测绘，他开始注意到一些岩层可能含有大部分相似的物种，但在这些化石群内部或之间也存在细微的差异。这种起初看上去完全相同的组合差异导致了动物群演替的原则，即化石生物以明确和可确定的顺序彼此继承，因此任何时间段都可以根据其化石范围进行分类。

## 另请查看
- 生物年代学
- 年代地层学
- 牙形石生物地层学
- 恐龙生物地层学
- 岩石地层学
- 构造地层学
- 地形地层学
- 生物带

## 参引文献
1. ↑  Hine, Robert. “Biostratigraphy.” Oxford Reference: Dictionary of Biology, 8th ed., Oxford University Press, 2019.
2. 1 2  Gon, S. M. “Trilobite Biostratigraphy.” Edited by Nicolas Tormo, Trilobite Biostratigraphy, 4 Sept. 2018, www.trilobites.info/biostratigraphy.htm
3. ↑  Gluyas, J. & Swarbrick, R. (2004) Petroleum Geoscience. Publ. Blackwell Publishing. pp. 80-82
4. ↑  Young, Keith (March 1960). "Biostratigraphy and the New Paleontology". Journal of Paleontology. 34: 347–348 – via JSTOR.
5. ↑  Simmons, Mike. (2019). ResearchGate, Biostratigraphy in Exploration. Retrieved March 5, 2020. URL: https://www.researchgate.net/publication/332188386_Biostratigraphy_in_Exploration
6. 1 2  Subcommission on Quaternary Stratigraphy: Stratigraphic guide – Biostratigraphy". Quaternary Stratigraphy. International Union of Geological Sciences (IGUS); International Commission on Stratigraphy (ICS). Retrieved 2020-03-21.
7. ↑  Van Helmond, Niels A. G. M.; Sluijs, Appy; Papadomanolaki, Nina M.; Plint, A. Guy; Gröcke, Darren R.; Pearce, Martin A.; Eldrett, James S.; Trabucho-Alexandre, João; Walaszczyk, Ireneusz; Van De Schootbrugge, Bas; Brinkhuis, Henk. . Biogeosciences. 2018, 13 (9): 2859  [2020-12-27]. Bibcode:2016BGeo...13.2859V. doi:10.5194/bg-13-2859-2016 .
8. ↑  Ireneusz Walaszczyk, William James Kennedy, Amruta R Paranjape. . Acta Geologica Polonica.   [2020-12-27]. OCLC 1151203029. （原始内容存档于2021-01-07）.
9. ↑  Gehling, James; Jensen, Sören; Droser, Mary; Myrow, Paul; Narbonne, Guy (March 2001). "Burrowing below the basal Cambrian GSSP, Fortune Head, Newfoundland". Geological Magazine. 138 (2): 213–218. doi:10.1017/S001675680100509X. 1.
10. ↑  Scott, Michon (May 8, 2008). "William Smith: Discovering Faunal Succession & Faunal Succession's Legacy". Earth Observatory